# قرار مجلس الأمن التابع للأمم المتحدة رقم 1263
قرار مجلس الأمن التابع للأمم المتحدة رقم 1263، المتخذ بالإجماع في 13 أيلول / سبتمبر 1999، بعد إعادة تأكيد جميع القرارات السابقة بشأن مسألة الصحراء الغربية، مدد المجلس ولاية بعثة الأمم المتحدة للاستفتاء في الصحراء الغربية حتى 14 كانون الأول / ديسمبر 1999 .
بدأ القرار بالترحيب باستئناف تحديد هوية الناخبين وبدء عملية الطعون. وفي هذا الصدد، مددت ولاية بعثة الأمم المتحدة للاستفتاء في الصحراء الغربية من أجل استكمال عملية تحديد هوية الناخبين، وتنفيذ تدابير بناء الثقة، ومواصلة عملية الاستئناف وإبرام الاتفاقات المعلقة المتعلقة بتنفيذ خطة التسوية. وحتى وقت اعتماد القرار، كان قد تم تسجيل 22656 فردا مسبقا في العيون و548 فردا آخرين في نواذيبو وزويرات في شمال موريتانيا.
طُلب من الأمين العام كوفي عنان تقديم تقرير كل 45 يومًا عن التطورات الهامة المتعلقة وتقديم تقييم شامل للخطوات نحو استكمال عملية الاستئناف، ومتطلبات التوظيف، وعودة اللاجئين إلى الوطن وبداية الفترة الانتقالية.

## روابط خارجية
- نص القرار في undocs.org